# 24timer
 Denne artikel omhandler avisen 24timer. Opslagsordet har også en anden betydning, se 24 timer (flertydig).
24timer var en dansk gratisavis, der blev grundlagt i 2006. Oprindeligt blev avisen husstandsomdelt til udvalgte husstande, men blev efterfølgende distribueret avisen næsten udelukkende via standere på trafikknudepunkter, større arbejdspladser og uddannelsesinstitutioner. Avisen udkom sidste gang den 22. marts 2013.
Avisen var oprindeligt JP/Politikens Hus' konkurrencemæssige svar på satsningen fra gratisavisen Nyhedsavisen, som bl.a. det islandske firma Baugur Group stod bag. JP/Politiken tabte imidlertid betydelige beløb på satsningen, og afhændede i maj 2008 24timer til Metroxpress A/S, der også udgav avisen Metroxpress. Den 1. april 2013 blev 24timer og Metroexpress slået sammen til én avis, der bliver udgivet under navnet MX.
Avisens chefredaktion bestod indtil den 6. september 2007 af chefredaktør Poul Madsen, der kom fra en lignende stilling hos Ekstra Bladet og tidliere havde været ansat hos TV 2. Han blev siden udskiftet med Claus Johansen. 
I juli 2006 kom den nye avis i modvind allerede før den første udgave var omdelt til postkasserne, indtil den 18. januar samme år havde der nemlig eksisteret en anden avis med navnet 24 timer, og manden bag den avis mente derfor, at avisnavnet tilhørte ham. Det var den tidligere journalist på Ekstra Bladet, Jacob Ludvigsen, der stod bag avisen med det enslydende navn.
Avisen udkom første gang i København og Århus 17. august 2006. Efterfølgende er avisen også begyndt at udkomme i byer som Aalborg, Odense, Esbjerg, Vejle og Kolding. Fra 13. september 2006 distribueres avisen desuden i alle landets Fakta-butikker.
24timer oplyste, at avisen havde et klart og konceptstyret redaktionelt indhold, der har forsøgt at tilpasse sig den begrænsede læsetid, som mange moderne mennesker har til avislæsning. Historierne var derfor korte og koncentrerede. Og der satses stærkt på nære historier, der ofte vil have en direkte betydning for læsernes hverdag. Målt på læsere har 24timer været den klart største succes af de tre nye gratisaviser. Avisen havde således i 2007 dobbelt så mange læsere som Nyhedsavisen (464.000 dagligt i februar 2007).

## Lokale udgaver
I København og i Syd- og Sønderjylland udkom avisen under navnet navnet 24timer.

### Århus
Den 28. marts 2007 blev det offentliggjort, at JP/Politiken slog gratisaviserne JP Århus+ og 24timer sammen. 24timer udkom derefter under navnet 24timer Århus+ i Østjylland. 
JP Århus+ har tidligere været trafikomdelt i 20.000 eksemplarer, mens 24timer har været husstandsomdelt i 70.000 eksemplarer og trafikomdelt i 10.000 eksemplarer. Den sammenlagte avis udkom i 80-90.000 eksemplarer, hvoraf de 30.000 trafikomdeles som hidtil.

### Aalborg
Den 8. august 2007 blev Nordjyskes gratisaviser Centrum Morgen og Centrum Aften slået sammen med 24timer under navnet 24timer Centrum. Avisen udkom i 35.000-40.000 eksemplarer, hvoraf mange er trafikomdelte.

### Odense/Fyn
Den 8. august 2007 blev 24timer på Fyn sammenlagt med gratisavisen Xtra, der har været udgivet af Mediehuset Fyens Stiftstidende siden januar 2004. Avisen fik navnet 24timer Xtra og udkom i 32.000 eksemplarer, der alle er trafikomdelte. 24timers hidtidige husstandsomdeling blev opgivet på Fyn. Med udgangen af november 2008 stoppede samarbejdet mellem 24timer og Fyens Stiftstidende, og den lokale udgave på Fyn blev således nedlagt.

## Ekstern henvisning
- 24timers hjemmeside Arkiveret 13. august 2006 hos  Wayback Machine